# Yanji
Yanji (chiń. 延吉; pinyin Yánjí; kor. 연길, Yeongil) – miasto na prawach powiatu w północno-wschodnich Chinach, w prowincji Jilin, siedziba koreańskiej prefektury autonomicznej Yanbian. Główny ośrodek handlu w regionie rolniczym, a także ośrodek przemysłu spożywczego, drzewnego, włókienniczego, farmaceutycznego, elektronicznego i urządzeń elektrycznych. Centrum kulturalne dla ludności koreańskiej (m.in. rozgłośnia radiowa i gazety w języku koreańskim). Siedziba rzymskokatolickiej diecezji Yanji.
Miasto Yanji leży na u podnóża Gór Wschodniomandżurskich, w ich północnej części. Przez miasto przepływają rzeki Bu’erhatong He (布尔哈通河), Yanji He (烟集河) oraz Hailan Jiang (海兰江) – wszystkie są dopływami rzeki Tumen. Miasto Yanji na wschodzie graniczy z miastem Tumen, na południowym wschodzie z miastem Longjing, na północy z miastem Dunhua oraz z powiatem Wangqing, na zachodzie zaś z powiatem Antu.
W 2006 roku powierzchnia całkowita Yanji wynosiła 1350,24 km² (z czego strefa zurbanizowana, zamieszkana przez 92% mieszkańców, zajmowała 31,7 km²).
Liczba mieszkańców Yanji sięga ok. 420 000, z czego 57,7% populacji stanowili Koreańczycy. Pozostałe grupy etniczne to: Chińczycy Han – około 40%, Mandżurowie – 1,8% oraz Hui – 0,4%.
Na południowo-zachodnich obrzeżach miasta znajduje się międzynarodowy port lotniczy Yanji-Chaoyangchuan.

## Historia
Aż do końca XIX wieku obszar, na którym obecnie znajduje się miasto, był bardzo słabo rozwinięty. W latach 1820–50 przybywali tu nielegalnie chińscy osadnicy. W 1860 roku zniesiono w Chinach zakaz osadnictwa na tych terenach, w obawie przed przejęciem ich przez Rosjan. Ziemie te były jednak na tyle odległe i nieprzystępne, że udało się na nie niewielu chińskich osadników. W okolice dzisiejszego Yanji przybyła za to duża liczba Koreańczyków. W 1881 Chińczycy powołali tu specjalne urzędy, które miały za zadanie kontrolować i ściągać podatki od koreańskich imigrantów. W 1902 roku utworzono prefekturę Yanji, którą zdegradowano jednak do rangi powiatu w 1912 roku.
Obszar ten był źródłem ciągłych sporów granicznych, najpierw pomiędzy Chinami i Koreą a później po zajęciu Korei przez Japończyków, z Japonią. W 1932 roku teren wszedł w skład marionetkowego państwa Mandżukuo, utworzonego przez Japończyków. Przez Yanji poprowadzono wówczas linie kolejowe, które łączyły miasto Tumen z Jilin i Jiamusi. Doprowadziło to do rozwoju regionu; w późniejszym okresie wybudowano kolejne linie, którymi wożono surowce pochodzące z eksploatacji lasów Gór Wschodniomandżurskich.
W 1949 roku otworzono w mieście Uniwersytet Yanbian.

## Miasta partnerskie
- Armidale, Australia (od 1995 roku)[3].
- Jużnosachalińsk, Rosja (od 1992 roku)[4].